# 595号州际公路 (马里兰州)
595号州际公路（Interstate 595，简称“I-595”），是美国州际公路系统的一部分，也是95号州际公路在马里兰州境内的一条辅助线。其為約翰漢森公路（John Hanson Highway，美國國道50號和美國國道301號）的一段，從華盛頓特區以東的 I-495（首都環線公路）到安納波利斯的馬里蘭州州道 70號。
本公路由於用路人已經習慣其舊有編號（美國國道50號與301號），因此雖屬州際公路系統，路線標記並未改為I-595，為此類未更改路線標記之州際公路路段中距離最長者。

## 歷史

### 原始道路
約翰漢森高速公路是美國國道50號在華盛頓特區和安納波利斯之間的路段，建於 1957 年。從華盛頓特區的紐約大道至安納波利斯以北的里奇公路（馬里蘭州州道2號），連接到切薩皮克灣大橋的西側。公路有四條車道，與巴爾的摩-華盛頓園林大道、I-495 和美國國道301號相接，設置苜蓿草型交流道。

### 升級
在 1980 年代曾計畫將約翰漢森高速公路，在首都環線公路和現今 I-97 交流道之間編入I-97，而 I-97 交流道道馬里蘭州州道70號之間路段改編為I-197。
在 1980 年代初期，曾提議從巴爾的摩興建道路到時稱 I-170的公路，新路將指定為I-595。但由於巴爾的摩市區內的I-70路線被取消興建，該路與州際公路系統的其餘部分擱置，而計畫中的連絡道路也未興建， I-170重新編入美國國道40號。
由於高速公路流量漸增，以及與首都環線公路以及美國國道301號之交流道處行車危險，於1990 年至 1995 年間，利用巴爾的摩市區內州際公路計畫取消後的經費，將首都環線公路和安納波利斯的馬里蘭州州道70號之間的路段，按照州際公路標准進行了改建。最初打算將改建的路段編為 I-68，但 1991 年馬里蘭州西部的國家高速公路完工後由馬里蘭州公路管理局編為 I-68，而約翰漢森高速公路則編為 I-595。

### 未更改標記的理由

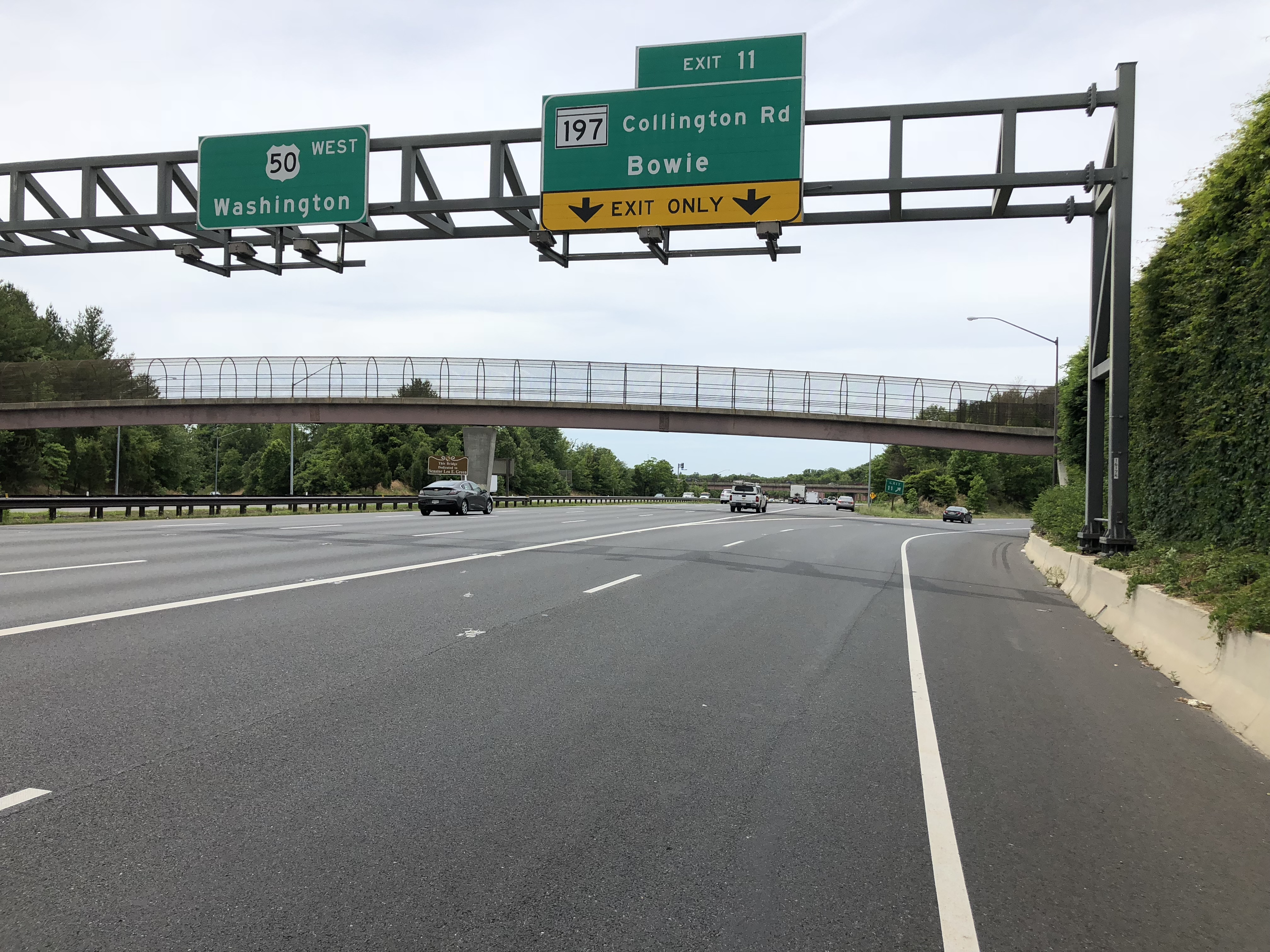
美國國道50號上的某些路標預留了I-595標記的空間，但並未使用。

2001 年 1 月，公路歷史學家 Scott Kozel 詢問馬里蘭州公路管理局 (MDSHA)，為何此公路未被標記為 I-595。管理局的回覆是：“我們不認為在路邊改換路標，或在地圖上改註，對於用路大眾有任何有用的目的”。
到了2011 年，馬里蘭州公路管理局有時會使用 CHART 網站上的 I-595 。在提及該路段的事件該如何稱呼，似乎讓大家自行決定。官方並未提及相關政策變化。
長 19.97 英里（32.14公里）的馬里蘭州595號州際公路，是美國大陸48州的州際公路系統中，最長的未更改標記的路段。